# 아이소사이안산
아이소사이안산(영어: isocyanic acid) 또는 이소시안산은 리비히와 뵐러에 의해 1830년에 발견된 HNCO라는 유기 화합물이다. 무색의 물질은 휘발성이며 독성이 있으며 23.5 °C의 비등점을 가진다. 아이소사이안산은 유기화학과 생물학에서 가장 흔하게 발견되는 네 가지 원소인 탄소, 수소, 질소 및 산소를 포함하는 가장 안정적인 화합물이다. 순수한 사이안산은 분리되지 않았으며, 아이소사이안산이 모든 용매에서 우세한 형태이다. 아이소사이안산은 불안정한 화합물 인 H-C=N-O의 이성질체다.